# 올보르 BK
올보르 BK(Aalborg Boldspilklub)는 덴마크의 프로 축구 클럽으로 현재 덴마크 북부에 위치한 올보르를 연고지로 삼고 있는 축구 클럽이다. 올보르는 약자를 따서 간단하게 AaB로 불리기도 한다. 올보르 BK는 크리켓과 테니스 팀도 있었지만, 현재는 축구, 아이스 하키, 핸드볼 팀만 관리하고 있다.
올보르는 1885년 5월 13일에 유틀란트의 철도 시스템을 구축한 잉글랜드의 기술자들이 주축이 되어 창단하였다. 창단 첫 해에는 크리켓에 중점을 두었다. 클럽의 처음 명칭은 올보르 크리켓클럽(Aalborg Cricketklub)이었다. 그러다가 1899년에 올보르 볼클럽(Aalborg Boldklub, 영어:Aalborg ballclub)으로 변경하였다. 축구는 1902년에 아마추어를 기반으로 도입하였고, 이 때부터 주요 스포츠가 되어서 1906년에 현재의 이름인 Aalborg Boldspilklub으로 변경하였다.

## 축구
올보르 클럽의 축구팀은 1902년에 설립되었다. 올보르는 1987년부터 덴마크 슈퍼리가에서 플레이하고 있다.

### 역사
올보르는 1928년부터 1947년에 강등될 때까지 덴마크 1부 리그(현재의 덴마크 슈퍼리가)에 참가하였다. 다시 1부 리그로 올라온 건 1963년으로 이 때부터 1972년, 1978년, 1981년부터 1986년을 제외하고 줄곧 1부 리그에서 플레이하였다. 80년대까지 올보르는 리그 우승 기록이 한 번도 없었고, 단지 1966년과 1970년에 덴마크 컵의 2회 우승 기록이 전부였다. 1978년에는 프로 축구가 덴마크 축구 연합에 의해 도입되었고, 올보르는 같은 해에 1부리그로 다시 승격하면서 프로 축구팀으로 전환을 하였다.
1990년대에 올보르는 리그 우승을 두 번 하게 된다. 첫 번째 우승은 1994-95시즌으로 다음 시즌인 1995-96시즌에 UEFA 챔피언스리그에 진출하게 되었다. 하지만 예선전에서 디나모 키예프에게 패배하며 탈락하지만, 디나모 키예프의 뇌물 수수 파동으로 대회에 계속 참가하는 것이 금지되고 올보르가 그 대신 진출하게 되었다. 이렇게 되어 올보르는 챔피언스리그 본선에 참가한 최초의 덴마크 팀이 되었다. 올보르는 조별리그에서 파나티나이코스 FC에 2-1로 승리하고 FC 포르투와 2-2 무승부를 하였지만 조 4위를 기록하며 탈락하고 만다. 팀의 스트라이커인 에릭 보 안데르센이 스코틀랜드의 레인저스 FC로 이적하였지만, 쇠렌 프레데릭센이 좋은 활약을 펼치며 올보르는 두 번째 리그 우승을 1998-99시즌에 하게 된다. 1999-00 챔피언스리그에서 올보르는 예선3회전에서 디나모 키예프를 다시 한번 만났지만, 합계 3-4로 탈락하고 말았다.
이 때부터 올보르는 상위 50% 내에 계속 들었고, 2001-02시즌과 2004-05시즌에 4위를 기록하였다. 2006-07시즌엔 3위를 기록하여 2007년 UEFA 인터토토컵에 진출하게 되었다. 올보르는 2회전에서 핀란드의 FC 홍카를 물리치고, 3회전에서는 벨기에의 KAA 겐트를 누르고 2007시즌의 인터토토컵 11팀의 우승 클럽 가운데 하나가 되었다. 그리하여 UEFA컵 2007-08의 1회전에 진출한 올보르는 이탈리아의 UC 삼프도리아를 합계 2-2, 원정 다득점으로 물리치고 조별리그에 나가게 되었다. 하지만 조별리그에서 1승 1무 1패로 G조 4위를 기록하며 탈락하고 말았다.
올보르는 2007-08시즌 리그 우승컵을 들었고 2008-09 챔피언스리그에도 진출하게 되었다. 2008-09시즌엔 덴마크 컵 우승 팀인 FC 쾨벤하운이 챔피언스리그에 진출했기 때문에 준우승 팀 자격으로 UEFA 유로파리그 2009-10에 진출하게 되었다.

### 역대 성적
- 덴마크 슈퍼리가

우승 (4회) : 1994-95, 1998-99, 2007-08, 2013-14
- 덴마크 컵

우승 (3회) : 1966, 1970, 2013-14
준우승 (8회) : 1967, 1987, 1991, 1993, 1999, 2000, 2004, 2009
- UEFA 챔피언스리그

조별리그 (1회) : 1995-96
예선3회전 (1회) : 1999-00
- UEFA컵

조별리그 (1회) : 2007-08
1회전 (3회) : 1993-94, 1999-00, 2004-05
- UEFA 컵 위너스컵

1회전 (3회) : 1966-67, 1970-71, 1987-88
- UEFA 인터토토컵

우승 (1회) : 2007

## 기타 스포츠
올보르는 핸드볼팀과 아이스하키팀을 보유하고 있다. 핸드볼팀은 2003년에 올보르 HSH(Aalborg HSH)란 이름으로 만들어져서 현재 AaB Håndbold 란 이름으로 핸드볼 리그에 참가하고 있지만 아직까지 리그 우승은 하지 못하였다.
또한 AaB Ishockey라는 이름의 아이스하키팀을 보유하고 있다. 아이스하키 팀은 1981년의 리그 우승과 2004년부터 2007년까지 4회 연속 준우승을 기록하고 있다.
이 외에도 농구와 플로어볼 팀도 보유하고 있다.

## 선수 명단

### 현역
참고: FIFA 자격 규정에 따라 소속된 국가대표팀 국기를 표시합니다. 선수는 복수의 FIFA 비회원국 국적을 가지고 있을 수 있습니다.
| 번호 | 포지션 | 국적     | 이름               |
| ---- | ------ | -------- | ------------------ |
| 4    | DF     |          | 라스 크레이머      |
| 7    | FW     | 잉글랜드 | 주브릴 아데데지    |
| 8    | FW     |          | 빅토르 멜케르 비델 |

| 번호 | 포지션 | 국적 | 이름         |
| ---- | ------ | ---- | ------------ |
| 22   | GK     |      | 로디 드 부르 |

## 역대 감독
| 감독          | 임기        |
| ------------- | ----------- |
| 제프 피온테크 | 1995 ~ 1996 |
| 에리크 함렌   | 2004 ~ 2008 |
| 에리크 함렌   | 2022 ~ 2023 |